# Inés de la Torre
Inés de la Torre (morte après 1618) fut la première dame d'honneur de la reine de France Anne d'Autriche de 1615 à 1618.

## La cour d'Espagne
Inés de la Torre était la fille de Juan de Saavedra el Turquillo et de Francisca Enríquez de Sandoval, et la cousine de l'influent favori du roi Philippe III d'Espagne, Francisco Gómez de Sandoval y Rojas, duc de Lerma. Elle épousa Per Afán de Ribera y Guzmán, seigneur de la Torre de la Reina. Après la mort de son mari, elle fut créée comtesse de la Torre par le roi.
Inés de la Torre était aussi la dame de compagnie de la reine Marguerite d'Autriche-Styrie et en 1615, elle fut nommée à la tête de la maison d'Anne d'Autriche avant son départ vers la France pour son mariage avec le roi Louis XIII. Pour conserver leur influence sur la jeune reine, le roi et le duc avaient nommés aux postes clefs de sa maison des personnes considérées comme loyales, et en tant que cousine du favori, Inés de la Torre avait reçu la place la plus prestigieuse dans le but de protéger les intérêts de l'Espagne à la cour de France. Elle fut chargée par le roi de s'assurer qu'Anne d'Autriche conserverait ses habitudes espagnoles et avait pour tâche de fournir au monarque des rapports réguliers de tous les faits et gestes de sa fille.

## La cour de France
Quand Anne arriva à la cour française, un dilemme apparut. En effet, une maison composée de nobles français lui avait été attribuée, mais elle ne souhaitait pas se séparer de sa suite espagnole. Un compromis fut trouvé et la reine put garder ses deux maisons, par conséquent, de nombreux offices furent doublés, ainsi, le poste de Première dame d'honneur fut partagé par Inés de la Torre et Laurence de Montmorency.
Inés de la Torre avait une puissante influence sur la reine Anne et sa double cour n'était pas populaire, causant jalousie et rivalité. En effet la reine était accusée de préférer sa suite espagnole, de s'isoler avec elle et de perpétuer les usages de son pays natal, ce qui l'empêchait de s'intégrer à la cour française et de se rapprocher de son mari. Cette situation convenait tout à fait à la reine mère Marie de Médicis, puisqu'elle lui permettait de continuer à occuper seule le devant de la scène politique.

## La disgrâce
En 1617, le gouvernement de régence de Marie de Médicis tomba, et les favoris de la reine mère, Concino Concini et Léonora Dori, furent chassés du pouvoir par le roi avec l'aide de Charles d'Albert, duc de Luynes. Le duo décida également de réorganiser la maison de la reine en remplaçant toutes les dames espagnoles par des françaises, l'opération fut achevée à l'hiver 1618-1619, les seuls espagnols restant étant un confesseur et une femme de chambre. Il fut également découvert qu'Inés de la Torre avait abusé de sa position pour détourner à son profit d'importantes sommes d'argent destinés au fonctionnement de la maison de la reine. Il était également connu qu'elle travaillait en étroite collaboration avec l'ambassadeur espagnol auprès de la cour de France, Hector de Pignatelli y Colonna, duc de Monteleon, en lui faisant des rapports réguliers et espionnant pour son compte. Elle fut expulsée du royaume de France et retourna en Espagne.
La reine remplaça sa favorite par Marie de Rohan, qui, soutenue par son mari le duc de Luynes, introduisit Anne à la mode et aux usages français, ce qui causa une relation temporairement plus étroite entre le roi et sa femme, avant que la duchesse ne devienne une favorite encore plus controversée qu'Inés.

## Sources
- Kleinman, Ruth: Anne of Austria. Queen of France.  (ISBN 0-8142-0429-5). Ohio State University Press (1985)